# Michail Chilkov
Michail Ivanovitj Chilkov (ryska: Михаил Иванович Хилков), född 18 december (gamla stilen: 5 december) 1834 i guvernementet Tver, död 8 mars 1909 i Sankt Petersburg, var en rysk furste och ämbetsman.
Chilkov fick sin utbildning i pagekåren och inträdde i livgardesjägarregementet. År 1860 anträdde han en tvåårig resa i Europa och Amerika, blev efter återkomsten fredsdomare, men for 1864 åter till Amerika, där han tog plats vid en sydamerikansk järnväg, i början som arbetare, men senare som eldare och lokförare. Därefter arbetade han som klensmed i en lokomotivfabrik i Liverpool, varifrån han återkallades till Ryssland för att ägna sig åt järnvägarna. Under Michail Annenkovs ledning skötte han byggandet av järnvägen till Kizyl-Arvat. Åren 1882–84 var han direktör för de offentliga arbetena i Bulgarien och återvände sedan till den transkaspiska järnvägen. Efter att ha varit direktör för olika ryska järnvägar blev han 1894 generalinspektör för samtliga ryska järnvägar och i januari 1895 trafikminister. I sistnämnda befattning nedlade han betydande energi på utvecklingen av Rysslands järnvägsnät, särskilt på fullbordandet av den transsibiriska järnvägen, vars byggande han på det omsorgsfullaste övervakade. Vid utbrottet av rysk-japanska kriget i februari 1904 ledde han ofta själv militärtransporterna på denna bana, och det har sagts att möjligheten för ryssarna att till Manchuriet överföra och där underhålla den stora armén i främsta rummet var hans förtjänst. Under 1905 års ryska revolution försökte han förgäves personligen inverka på folket i lugnande riktning. På hösten avgick han som minister med bibehållen titel av statssekreterare.